# Arbuckle (Californië)
Arbuckle is een plaats in Colusa County in Californië in de VS.

## Geografie
De totale oppervlakte bedraagt 3,6 km² (1,4 mijl²) wat allemaal land is.

## Demografie
Volgens de census van 2000 bedroeg de bevolkingsdichtheid 652,5/km² (1695,3/mijl²) en bedroeg het totale bevolkingsaantal 2332 dat bestond uit:
- 50,21% blanken
- 0,17% zwarten of Afrikaanse Amerikanen
- 2,10% inheemse Amerikanen
- 0,47% Aziaten
- 0,09% mensen afkomstig van eilanden in de Grote Oceaan
- 40,44% andere
- 6,52% twee of meer rassen
- 70,75% Spaans of Latino

Er waren 650 gezinnen en 533 families in Arbuckle. De gemiddelde gezinsgrootte bedroeg 3,59.

## Plaatsen in de nabije omgeving
De onderstaande figuur toont nabijgelegen plaatsen in een straal van 40 km rond Arbuckle.